# 1979년 전미 비평가 협회상
제14회 전미 비평가 협회상은 1979년 최고의 영화를 기리기 위해 1980년 1월에 열린 시상식이다.

## 수상 및 후보

### 작품상
- 브레이킹 어웨이 수상

### 감독상
- 크레이머 대 크레이머 - 로버트 벤튼 수상
- 맨하탄 - 우디 앨런 수상

### 여우주연상
- 노마 레이 - 샐리 필드 수상

### 남우주연상
- 크레이머 대 크레이머 - 더스틴 호프만 수상
- 아가사 - 더스틴 호프만 수상

### 여우조연상
- 크레이머 대 크레이머 - 메릴 스트립 수상

### 남우조연상
- 지옥의 묵시록 - 프레더릭 포레스트 수상

### 각본상
- 브레이킹 어웨이 - 스티브 테시크 수상

### 촬영상
- 찬스 - 카렙 디샤넬 수상